# Ceratocaulon wandeli
Ceratocaulon wandeli är en korallart som beskrevs av Jungersen 1892. Ceratocaulon wandeli ingår i släktet Ceratocaulon och familjen Xeniidae. Inga underarter finns listade i Catalogue of Life.